# Esther Väärälä
Esther Väärälä, geb. Kantor, (* 17. Januar 1985 in Wien) ist eine österreichische Eishockeyspielerin, die seit 2022 bei KalPa Akatemia in der Naisten Mestis unter Vertrag steht. Sie ist seit Sommer 2017 mit dem finnischen Eishockeytrainer Mika Vääräla verheiratet und änderte ihren Namen dabei von Kantor zu Väärälä.

## Karriere
Esther Väärälä begann ihre Eishockeykarriere beim EHV Sabres Wien, mit dem sie 2004 Österreichischer Meister wurde und die 2004 neu gegründete Elite Women’s Hockey League gewann. 2005 folgte ein weiterer Meistertitel mit den Sabres, ehe sie sich zu einem Wechsel in die National Women’s Hockey League entschloss, wo sie in der Saison 2005/06 für die Québec Avalanche aktiv war.

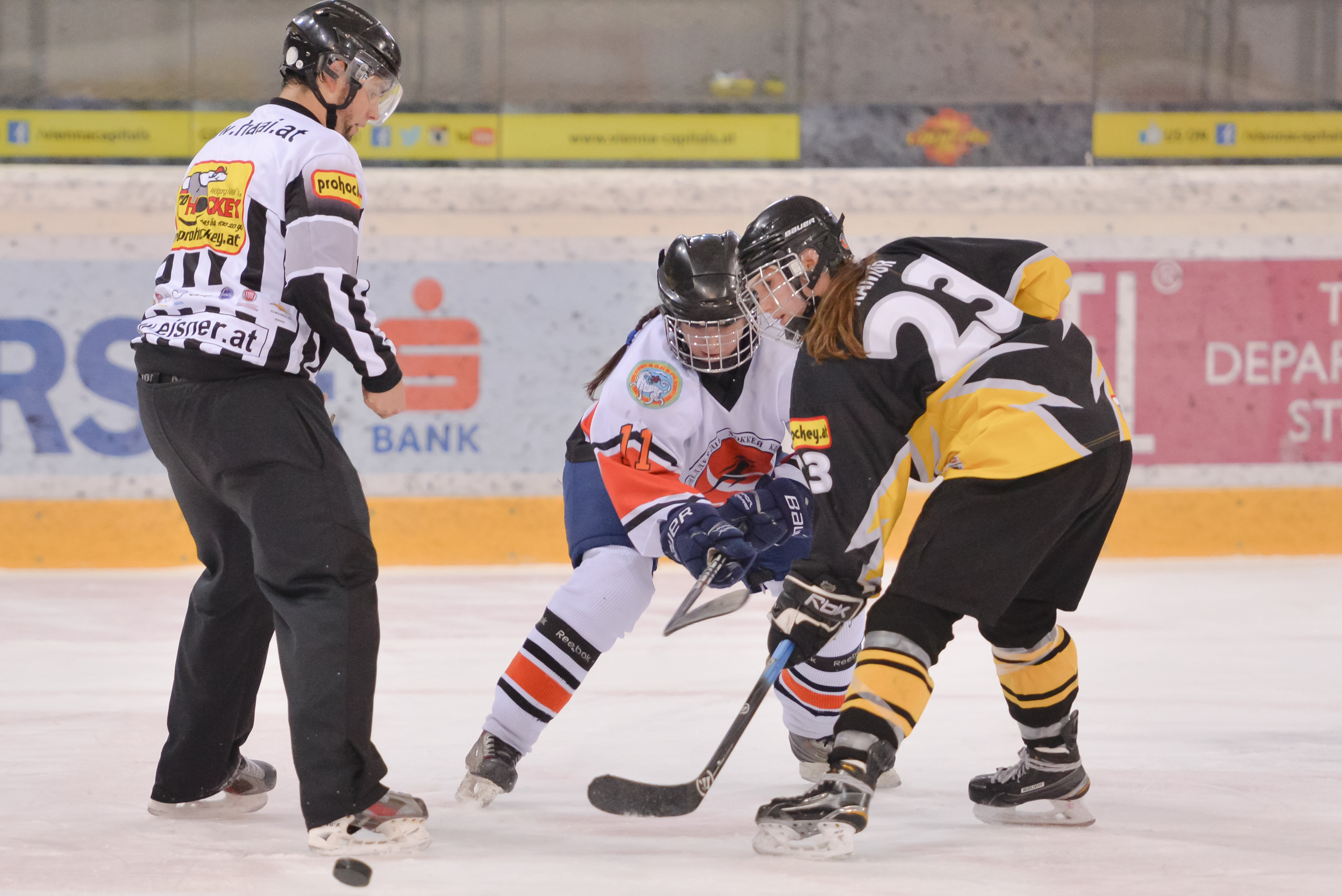
Esther Väärälä (re.) bei einem EWHL-Spiel (2016)

Nach einem Jahr in Nordamerika kehrte sie zu den Sabres zurück und gewann bis 2016 eine Vielzahl von weiteren Meistertiteln in Österreich und der EWHL.
Nach der Saison 2015/16 entschloss sie sich zu einem Wechsel innerhalb der EWHL zu KMH Budapest. In Anerkennung ihrer Leistungen für die Sabres wurde sie im Sommer 2016 zur Ehrenkapitänin ernannt und ihre Trikotnummer (#23) gesperrt. Ein Jahr später kehrte sie zu den Sabres zurück und erhielt wieder ihre Nummer 23.
Seit 2022 spielt Väärälä für die KalPa Akatemia in der zweitklassigen Naisten Mestis, während ihr Ehemann Mika Cheftrainer der ersten Frauenmannschaft von KalPa ist.

### International
Esther Väärälä ist mit 168 Spielen Rekordspielerin der Frauen-Nationalmannschaft Österreichs. Sie nahm bis 2016 an elf Weltmeisterschaften teil und schaffte mit dem Nationalteam 2004 den Aufstieg aus der Division III in die Division II und im Jahr 2008 aus der Division II in die Division I.
Nach der verpassten Olympiaqualifikation 2021 erklärte Väärälä ihren Rücktritt aus dem Nationalteam.

## Erfolge und Auszeichnungen
- 2004 Österreichischer Meister mit dem EHV Sabres Wien
- 2004 Gewinn der Elite Women’s Hockey League mit dem EHV Sabres Wien
- 2005 Österreichischer Meister mit dem EHV Sabres Wien
- 2007 Österreichischer Meister mit dem EHV Sabres Wien
- 2008 Österreichischer Meister mit dem EHV Sabres Wien
- 2010 Österreichischer Meister mit dem EHV Sabres Wien
- 2011 Gewinn der Elite Women’s Hockey League mit dem EHV Sabres Wien
- 2011 Österreichischer Meister mit dem EHV Sabres Wien
- 2012 Gewinn der Elite Women’s Hockey League mit dem EHV Sabres Wien
- 2012 Österreichischer Meister mit dem EHV Sabres Wien
- 2013 Österreichischer Meister mit dem EHV Sabres Wien
- 2014 Österreichischer Meister mit dem EHV Sabres Wien
- 2015 Gewinn der Elite Women’s Hockey League mit dem EHV Sabres Wien
- 2015 Österreichischer Meister mit dem EHV Sabres Wien
- 2016 Gewinn der Elite Women’s Hockey League mit dem EHV Sabres Wien
- 2016 Österreichischer Meister mit dem EHV Sabres Wien
- 2017 Topscorerin und beste Vorlagengeberin der Elite Women’s Hockey League
- 2018 Gewinn der Elite Women’s Hockey League mit dem EHV Sabres Wien
- 2019 Österreichischer Meister mit dem EHV Sabres Wien
- 2020 Beste Vorlagengeberin der European Women’s Hockey League
- 2021 Österreichischer Meister mit dem EHV Sabres Wien

## Karrierestatistik

### International
(Legende zur Spielerstatistik: Sp oder GP = absolvierte Spiele; T oder G = erzielte Tore; V oder A = erzielte Assists; Pkt oder Pts = erzielte Scorerpunkte; SM oder PIM = erhaltene Strafminuten; +/− = Plus/Minus-Bilanz; PP = erzielte Überzahltore; SH = erzielte Unterzahltore; GW = erzielte Siegtore; 1 Play-downs/Relegation; Kursiv: Statistik nicht vollständig)